# 异花柳叶箬
异花柳叶箬（学名：Isachne dispar）为禾本科柳叶箬属下的一个种。

## 扩展阅读
- 維基物種上的相關：异花柳叶箬